# Alain Rivollet
Alain Rivollet, né le 22 juin 1964 à Saint-Jeoire et mort le 5 août 2019 à Saint-Cergues, est professeur agrégé de mathématiques et auteur français de jeux de société. Auteur éclectique, il conçoit des jeux de tous les genres et pour tous les publics : jeux pour enfants, pour joueurs chevronnés, en passant par des jeux de réflexion, d'ambiance ou de bluff.
Il est tout aussi éclectique dans l'enseignement ou la recherche. Il explore dans des domaines aussi variés que les mathématiques, la CAO où il remporte la médaille d'argent du concours CIREC en 2001 ou la mécanique des fluides (plusieurs brevets et logiciels en collaboration).

## Ludographie
Seul auteur
- Fromagot, 2002, non édité, Mention spéciale du jury Besançon, 2002 [3]
- Stationnement interdit, 2005, Haba
- Kubus Fidibus, 2005, Haba
- Sudokarre, 2005, Cocktailgames
- sternenschweif-der-steinerne-spiegel, 2006, Kosmos
- Tavern heroes, 2007, Rôles & stratégies[4]
- You robot, 2009, Repos Production
- Whatzizz, 2010, Beleduc
- Project Cube, 2010, Philos
- Jolie Fleurette, 2011, Haba[5]
- City Express, 2012, Djeco
- Pirates!, 2012, Djeco[6], 2 nominations : Danemark : Guldbrikken [7], 2013, Canada : les 3 lys [8], jeu enfant 2012 
 La vidéo du jeu
- Panik, 2013, Ilopeli[9] Nomination au "Label Ludo 2013" [10]
- Super Rapido, 2013, Djeco
- Walloo, 2013, MJ-Games
- Funtopia, 2014, Schmidt Spiele
- Banquet royal, 2017, Bankiiiz
- Dealmaker, 2018, Helvetiq
- Smak, 2019, Helvetiq

Avec Gaëtan Beaujannot

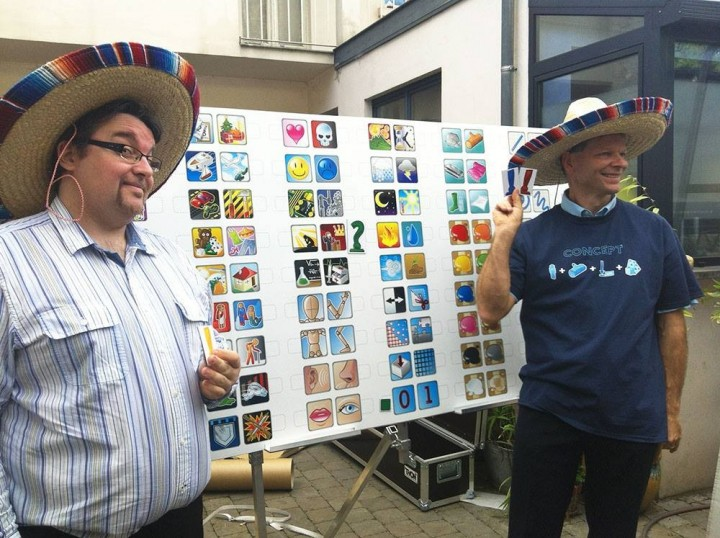
Alain Rivollet (à droite) présentant "Concept" avec Gaëtan Beaujannot

- Concept, 2013, Repos Production, sélectionné au Prix du Public 2014 de Saint-Herblain [11], As d'or Jeu de l'année  2014, Nommé au Spiel des Jahres (Allemagne 2014), Grand prix, les 3 lys (Canada 2014)
- Concept kids, 2018, Repos Production

Avec Jean-Jacques Derghazarian
- Ourskipik, 2019, Djeco